# كورشانية
الكورشانية هي مجموعة من المعتقدات الدينية الزائفة، التي وضعها سايروس تيد (المعروف أيضًا باسم كورش). أُطلق على أتباع هذا الاعتقاد اسم "الكوريشانيين"، وشكل معظمهم مجتمعًا طائفيًا مثاليًا يُدعى وحدة كورشان.

## المعتقدات الرئيسية
المعتقدات الرئيسية للكورشانية، أو علم الكون الكورشاني، طُرحت في العديد من كتابات كورش تيد وأتباعه. وهم:

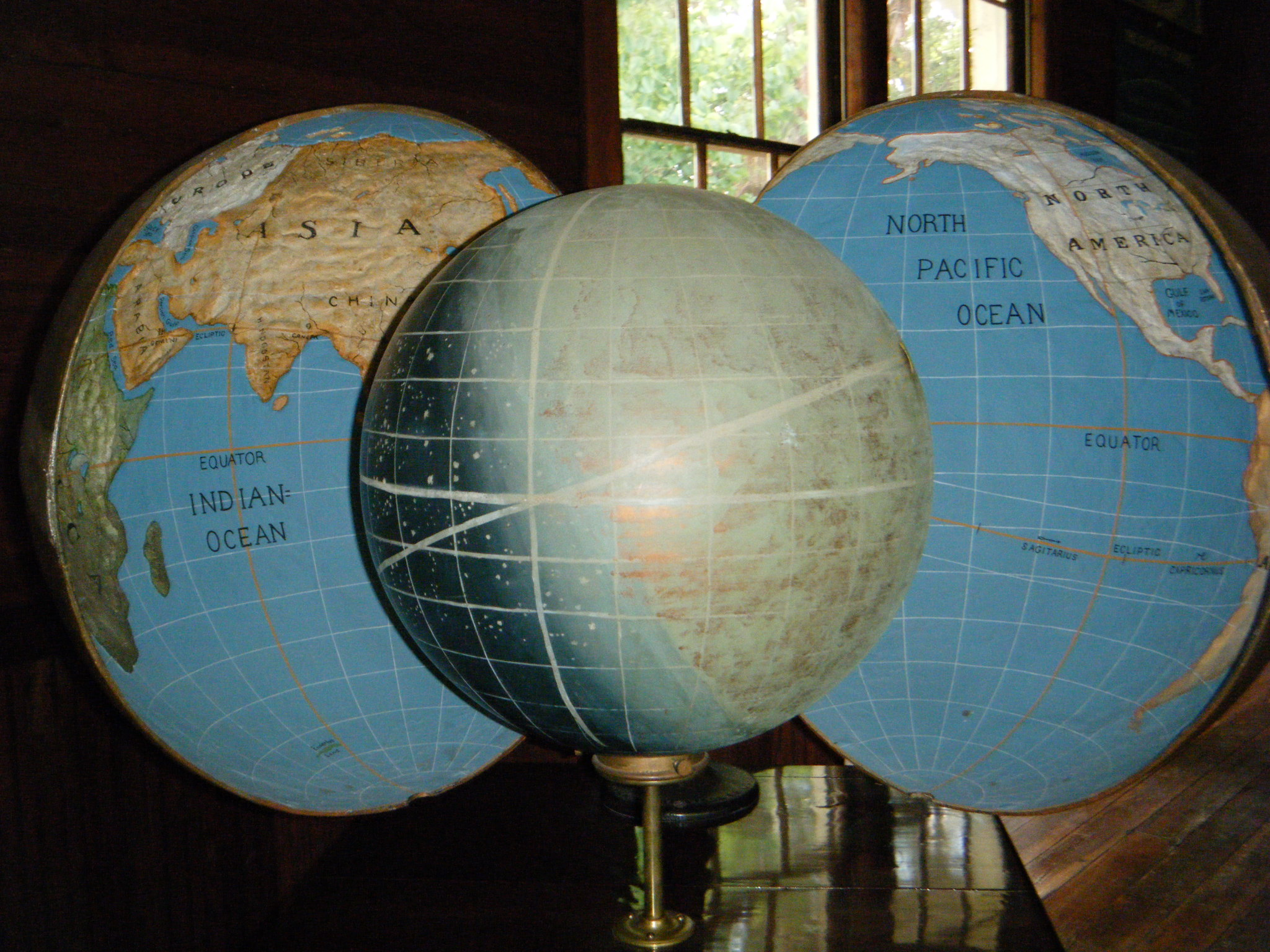
نموذج الكون حسب المعتقدات الكورشانية

- نموذج الكون حسب المعتقدات الكورشانية نظرية نشأة الكون الخلوية، وهي الشكل الفريد الذي قدمه تيد لنظرية الأرض المجوفة والتي تطرح فكرة أن الأرض والكون موجودان داخل كرة مقعرة أو "خلية". حتى أن الكورشانيين أجروا عدة تجارب، مماثلة لتلك التي أجراها المؤمنون بأن الأرض مسطحة، وقد شرحها كالتالي:

الشمس عبارة عن بطارية كهرومغناطيسية غير مرئية تدور في مركز الكون في دورة مدتها 24 عامًا. شمسنا المرئية ما هي إلا انعكاس، كما هو الحال بالنسبة للقمر، مع انعكاس النجوم على سبعة أقراص زئبقية تطفو في مركز الكرة. داخل الأرض هناك ثلاث غلافات جوية منفصلة: الأول يتكون من الأكسجين والنيتروجين وهو الأقرب إلى الأرض؛ والثاني، غلاف جوي من الهيدروجين فوقه؛ والثالث، غلاف جوي من الأبورون في المركز. تبلغ سماكة قشرة الأرض مائة ميل، وتتكون من سبعة عشر طبقة. السبعة الخارجية معدنية بقشرة ذهبية على الطبقة الخارجية، والخمسة الوسطى معدنية والخمسة الداخلية هي طبقات جيولوجية. داخل القشرة هناك حياة، وخارجها فراغ.
- فرضية كوريشان، الخط المستقيم الممتد بزاوية قائمة من عمود عمودي سوف يلتقي بسطح الأرض على مسافة تتناسب مع ارتفاع العمود.

## معتقدات أخرى
- التناسخ، الاعتقاد بأن الناس يولدون من جديد.
- الخلود، الاعتقاد بأن الناس لن يموتوا.
- العزوبة، الاعتقاد بالامتناع عن أي سلوك جنسي، والذي شعروا أنه طريقة علمية للحصول على الخلود.
- الجماعية، حيث يعيش المجتمع بشكل جماعي، حيث يشارك الجميع في العمل دون الحصول على أجر. بدأ هذا مع أول بلدية في شيكاغو، مما أدى إلى انتقالهم إلى إيستيرو وبناء "القدس الجديدة".
- الخيمياء، وهو المجال الذي أجرى تيد تجاربه فيه لسنوات.
- القيادة الملهمة لتيد. ادعى تيد أنه كان الزعيم المسيحاني "السابع" (وكان يسوع هو السادس).

## روابط خارجية
- الموقع التاريخي لولاية كورشان ، الصفحة الرسمية على الإنترنت.
- اليوتوبيا المجتمعية الأمريكية والوحدة الكورية: قائمة ببليوغرافية لمحة عامة موجزة وقائمة كبيرة من الأعمال، على الرغم من أنها قديمة بعض الشيء.